# USS Glenard P. Lipscomb
L'USS Glenard P. Lipscomb (SSN-685) est un sous-marin d'attaque à propulsion nucléaire de la marine américaine.
Le sous-marin porte le nom de Glenard P. Lipscomb (en), qui fut représentant du 24e district du Congrès de Californie de 1953 jusqu'à sa mort en 1970.

## Carrière
Le Glenard P. Lipscomb est déployé dans l'Atlantique Nord à l'automne 1976, suivi immédiatement d'un déploiement dans la mer Méditerranée à l'hiver et au printemps 1977. Le navire reçoit ensuite la Meritorious Unit Commendation.
Le sous-marin est déployé dans l'Atlantique Nord au cours de l'hiver et du printemps 1978. Après avoir reçu la Meritorious Unit Commendation, il est déployé en mer Méditerranée à l'hiver et au printemps 1979.
Le Glenard P. Lipscomb reçoit le commandant de l'escadron de développement de sous-marins Twelve, Battle Efficiency [White] « E » et Engineering Excellence [Red] « E » pour des exercices en 1977 et 1978, sous le commandement du commandant Robert B. Wilkinson. En 1979 et 1980, le sous-marin est sous le commandement du commandant Thomas Robertson.
En 1987, il est impliqué dans une collision avec un remorqueur dans la rivière Cooper à la Naval Weapons Station Charleston. Souffrant de légers dommages à la coque et à une hélice, le navire doit passer une semaine supplémentaire en cale sèche pour de nouvelles réparations. Malgré aucun blessé à bord du sous-marin, le remorqueur a coulé à la suite de la collision.
Le Glenard P. Lipscomb est rayé du registre des navires de la marine le 11 juillet 1990 et démoli dans le cadre du programme de recyclage des sous-marins au chantier naval de Puget Sound le 1er décembre 1997. Sa carrière en service actif de moins de 16 ans est l'une des plus courtes pour un sous-marin nucléaire de l'US Navy.